# Compartimento anterior do antebraço
Compartimento anterior do antebraço é um compartimento anatômico do antebraço. Contém os seguintes músculos:
| Nível                          | Músculo                      | E/I | Nervo           |
| superficial                    | flexor radial do carpo       | E   | mediano         |
| superficial                    | palmar longo                 | E   | mediano         |
| superficial                    | flexor ulnar do carpo        | E   | ulnar           |
| superficial                    | pronador redondo             | I   | mediano         |
| superficial (ou intermediário) | flexor superficial dos dedos | E   | mediano         |
| profundo                       | flexor profundo dos dedos    | E   | ulnar + mediano |
| profundo                       | flexor longo do polegar      | E   | mediano         |
| profundo                       | pronador quadrado            | I   | mediano         |

- "E/I" se refere a "extrínseco" ou "intrínseco".